# Hickenia (revista)
Hickenia es una revista científica con ilustraciones y descripciones botánicas que es publicada en San Isidro (Argentina) desde el año 1976.